# Цела (Арад)
Цела (рум. Țela) насеље је у Румунији у округу Арад у општини Бата. Oпштина се налази на надморској висини од 147 m.

## Прошлост
Аустријски царски ревизор Ерлер је 1774. године констатовао да место припада Каполнашком округу, Липовског дистрикта. Становништво је било претежно влашко.
Када је 1797. године пописан православни клир ту је био један свештеник. Парох поп Јосиф Поповић (рукоп. 1796) служи се само румунским језиком.

## Становништво
Према подацима из 2002. године у насељу је живело 361 становника, од којих су сви румунске националности.